# Xanthopleura flavocincta
Xanthopleura flavocincta là một loài bướm đêm thuộc phân họ Arctiinae, họ Erebidae.